# Callistethus mojas
Callistethus mojas är en skalbaggsart som beskrevs av Ohaus 1897. Callistethus mojas ingår i släktet Callistethus och familjen Rutelidae. Inga underarter finns listade.